# Église Notre-Dame d'Évegnée
Pour les articles homonymes, voir église Notre-Dame.
L'église Notre-Dame (parfois reprise comme chapelle Notre-Dame) est une église catholique située dans le village d'Évegnée faisant partie de la commune de Soumagne dans la province de Liège en Belgique. L'église bâtie en 1695 et le tilleul voisin sont classés au patrimoine culturel immobilier de la Région wallonne.

## Localisation
L'église se trouve au centre du village d'Évegnée (Pays de Herve) le long de la rue du Village. Elle est entourée par un ancien cimetière ceint d'un mur duquel émerge un vieux tilleul.

## Description

### Église
Bâtie en moellons de grès houiller de la région harpés de pierre calcaire aux angles du bâtiment ainsi que pour les encadrements des différentes baies, l'église se compose d'une tour trapue avec contreforts latéraux, d'une seule nef comprenant deux travées et d'un chevet à pans coupés. La tour surmontée d'une toiture en ardoises à deux niveaux est précédée d'un porche hors-œuvre incluant la porte d'entrée sous un arc en plein cintre. La clé de voûte de cet arc cintré est gravé H.G.1695 alors qu'un texte placé au-dessus de la porte d'entrée précise : JE SUIS REBATTIE . DU TEMPS . DE  HENRY GRAILET MAMBOUR  L'AN.1695. Ce texte atteste donc que cette église remplace un édifice antérieur.

### Tilleul
Se dressant à côté de l'église et à l'intérieur d'un virage de la rue du Village, ce vieux tilleul à grandes feuilles (Tilia platyphyllos) au tronc torturé est véritablement encastré dans le mur du cimetière, une partie de ses racines rentrant dans le sol à l'extérieur du mur (côté rue) et une autre partie à l'intérieur (côté cimetière). Il est entièrement creux. Les documents communaux indiquent un âge supérieur à 350 ans. Il serait donc antérieur à l'église actuelle.

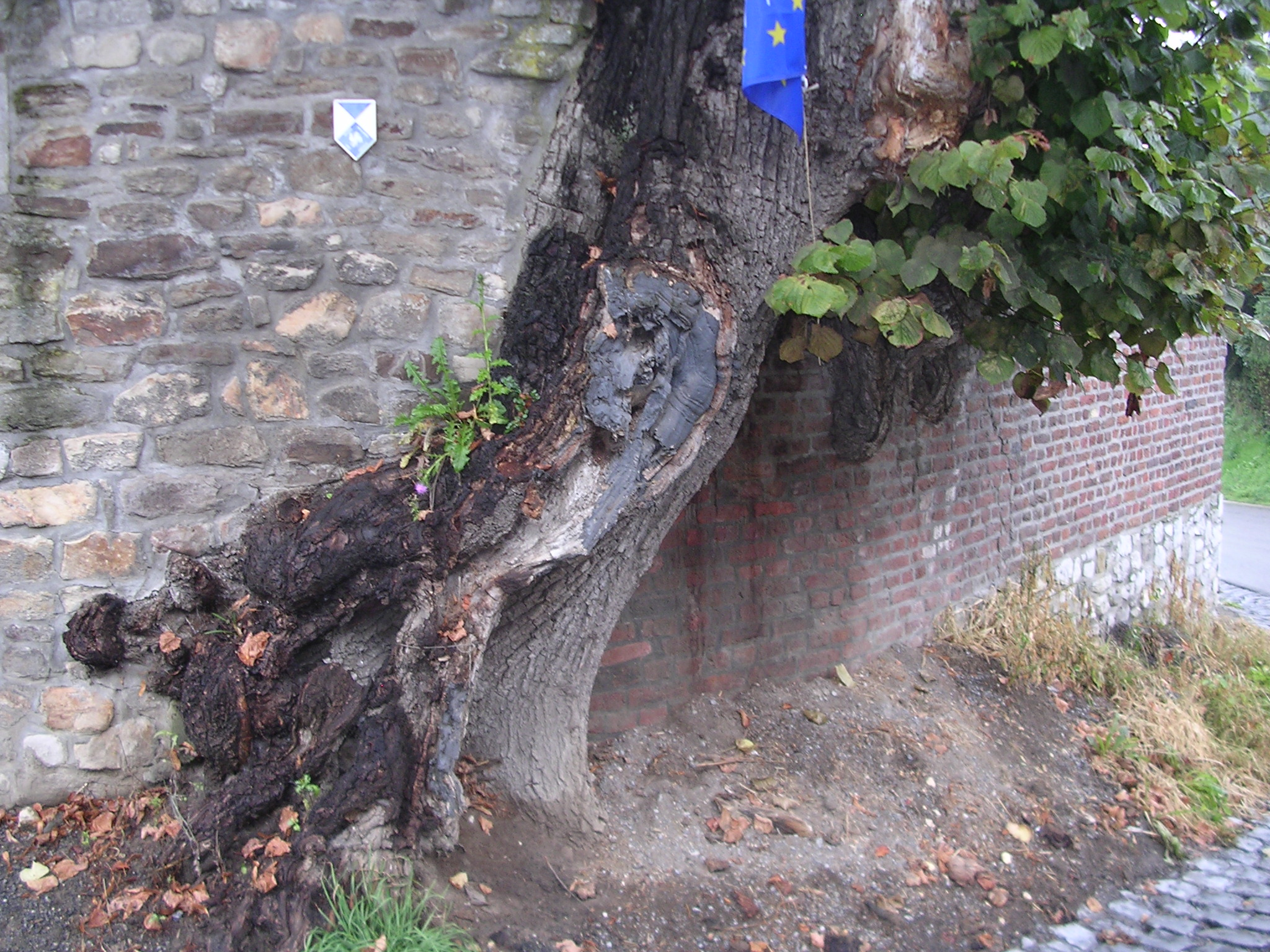
Le pied du vieux tilleul d'Évegnée

## Classement
L'édifice est repris depuis le 25 janvier 1935 sur la liste du patrimoine immobilier classé de Soumagne et le vieux tilleul depuis le 24 juillet 1936.

## Source et lien externe
- Arbres monumentaux